# مارتین برترو
مارتین دو برترو، که به نام بارونس دو بوسولی نیز شناخته می‌شود (حدود ۱۶۰۰ – پس از ۱۶۴۲)، اولین کانی‌شناس زن ثبت‌شده و همچنین مهندس معدن به همراه همسرش، ژان دو چاستله بود. او در سراسر اروپا به جستجوی ذخایر معدنی و آب زیرزمینی تازه تحت استخدام اشراف و سلطنت‌ها سفر کرد. در دوران حکومت پادشاه فرانسه، لوئی سیزدهم، مارتین و همسرش محل‌های بالقوه معدن در فرانسه را بررسی کردند. در یکی از مأموریت‌های معدنی، مارتین و خانواده‌اش به جادوگری متهم شدند و به مجارستان گریختند. بعدها، مارتین، همسر و دختر بزرگش دستگیر شدند و سرانجام پس از سال ۱۶۴۲ در زندان درگذشتند. 
در طول زندگی خود، او چندین اثر ادبی تولید کرد که عمدتاً از کتاب معماری مهندس رومی ویتروویوس،  اقتباس شده بود. نوشته‌های او استفاده از عصاهای جادویی، مشابه یافتن آب، و همچنین دیگر ایده‌های علمی زمان خود را توصیف می‌کند. مارتین دو برترو درباره استفاده از ایده‌های علمی مختلف صریح نبود و ترجیح داد که عموم مردم باور کنند که او از جادو یا ایده‌های علمی باستانی مشهور استفاده می‌کند. موفقیت او ناشی از توسعه درک او از جهان زمین‌شناختی اطرافش بود. دلیل تصمیم او برای پنهان کردن روش‌های واقعی موفقیتش نامشخص است. آثار ادبی او نگاه منحصر به فردی به هنر و مهارت‌های مورد نیاز برای معدن‌کاری در قرن هفدهم ارائه می‌دهد.

## زندگی
مارتین دو برترو از خانواده‌ای اشرافی و معدنی در تورَن فرانسه بود. پدرش، پیر دو برترو، یک شوالیه و ارباب مونتیگنی بود. در سال ۱۶۱۰، او با ژان دو چاستله، بارون دو بوسولی و دوفنباخ که یک متخصص معدن بود، ازدواج کرد. آن‌ها چندین فرزند داشتند. دختر بزرگ‌ترشان، که با مادرش در زندان درگذشت، و پسر بزرگ‌ترشان، هرکول (که به هرکول ترجمه می‌شود)، تنها افرادی هستند که اطلاعاتی از آن‌ها موجود است. از سال ۱۶۱۰ تا ۱۶۲۶، آن‌ها زمان خود را خارج از کشور سپری کردند. در طول این مدت، آن‌ها از اقیانوس اطلس عبور کرده و به پوتوسی، بولیوی، برای بازدید از معادن سفر کردند.
امپراتور مقدس روم، رودلف، ژان را به عنوان کمیسر کل معادن مجارستان منصوب کرد. در این نقش، آن‌ها برای ۱۶ سال در جستجوی ذخایر غنی سنگ معدن به طور گسترده‌ای در اروپا و احتمالاً آمریکای جنوبی سفر کردند. در سال ۱۶۲۶، آن‌ها به فرانسه فراخوانده شدند تا کار خود را برای احیای صنعت معدن فرانسه آغاز کنند. در سال ۱۶۲۷، هرکول دچار بیماری "گرمای سوزان در روده‌ها" شد و پس از چند هفته در شهر شاتو تیری بهبود یافت. در این زمان، مارتین یک چشمه طبیعی کشف کرد و ادعا کرد که این چشمه دارای خواص درمانی است. او این موضوع را به پزشک محلی اطلاع داد و حقانیتش اثبات شد. این شهر به جاذبه‌ای تبدیل شد که بیماران و ثروتمندان از آن بازدید می‌کردند. امروزه، مورخ زمین‌شناسی، مارتینا کلبل-ابرت ثابت کرده است که این موضوع شکلی طولانی‌مدت از تقلب علمی بوده است. دلیل تلاش برای متقاعد کردن مردم به توانایی‌های عرفانی و شانس ظاهری آن‌ها نامشخص است، اگرچه ممکن است روشی بوده باشد که آن‌ها باور داشتند مشتریان ثروتمندتر بیشتر علاقه‌مند خواهند بود.
در حالی که آن‌ها در شاتو تیری بودند، پزشک محلی نسبت به دلایل مارتین مشکوک بود و باور نداشت که او چشمه را با استفاده از عصای جادویی پیدا کرده باشد. عصاهای جادویی، که به یافتن آب شناخته می‌شوند، وسیله‌ای بود که تصور می‌شد به یافتن آب زیرزمینی کمک می‌کند. این وسیله شامل دو میله فلزی خمیده بود که توسط کاربر نگه داشته می‌شد. شواهد علمی کمی درباره این روش وجود دارد و به عنوان یک ایده علمی قرون وسطایی تلقی می‌شود، مانند تخته اویجا، و توسط کاربر کنترل می‌شود. پزشک به جای باور به عصای جادویی، قادر بود تشخیص دهد که مارتین آب معدنی غنی را از طریق دنبال‌کردن ذخایر آهن قرمز در سنگفرش تا منبع آب پیدا کرده است. این تشخیص توسط پزشک باعث شروع فروپاشی حرفه آن‌ها شد. پس از این رویداد، مردم به روش‌های آن‌ها مشکوک شدند و فعالیت آن‌ها در روحانیون منطقه‌ای شک و تردید ایجاد کرد.
در پایگاه معدنی در مورلکس در برتانی که این زوج توسعه دادند، یک کشیش، پرووت منطقه‌ای به نام توش-گریپه دستور داد که یک بالیف قلعه آن‌ها را برای یافتن مواد مجرم‌انگیز جستجو کند. پس از پیدا کردن تحقیقات، نمودارها و دیگر مواد، روحانیون تصمیم گرفتند که روش‌های آن‌ها شامل جادوگری بوده است و مارتین و همسرش را به جادوگری متهم کردند. هیچ اتهامی مطرح نشد اما این زوج مجبور شدند فرانسه را ترک کنند و از سال‌های ۱۶۲۸-۱۶۲۹ به آلمان و سپس مجارستان فرار کردند. پس از عدم توانایی در کاهش خسارت‌هایشان، آن‌ها به فرانسه بازگشتند.